# 迪翁·福春
迪翁·福春（Dion Fortune 1890年12月6日—1946年1月6日），本名维奥莱特·玛丽·弗思（Violet Mary Firth），是一名英国作家、神秘学者，内在之光兄弟会（Fraternity of the Inner Light）创始人之一（今內在之光協會Society of the Inner Light），她宣称该组织的理论是由一个叫做揚升大師的神秘精神体传授，并创作了大量作品来如《宇宙教义》(The Cosmic Doctrine）传播这些理论。

## 生平

### 早年
她出生于威尔士兰迪德诺的一个中上层英格兰家庭，家族在谢菲尔德有造枪厂。她的祖父约翰·弗思有一句格言是“Deo, non Fortuna”（神，而非幸运），这是她笔名的源头。她的叔叔查尔斯·哈丁·弗思是一名历史学家，其父亚瑟则有一家律师事务所，后来在林普雷斯托克开了一家水疗院。亚瑟在1886年8月和萨拉·简·史密斯结婚，之后移居兰迪德诺，继续开办水疗院。萨拉对基督科学教会感兴趣，她和亚瑟可能都是该教会成员。
她在威尔士的生活没有太多历史记录，她自己也很少说起当时的事情。她曾说自己四岁时曾看到过亚特兰蒂斯的幻象，并认为这是她的前世记忆。她家在1900年还生活在兰迪德诺，但在1904年已经搬到萨默塞特郡，迪翁在同年发表了一部诗集《Violets》，这部作品在1905年5月的《The Girls' Room》杂志上再版，一同出版的还有迄今为止唯一一张迪翁的少女时期照片。
约翰死后，弗思家搬到伦敦，住在利物浦街站（一说为贝德福德公园、肯辛顿）附近。1911年1月至1912年12月，她在沃里克郡的斯塔德利农业学院（Studley Agricultural College）读书，这所学校为患有精神病的女孩提供教育。她善于饲养家禽，因此在1913年1月到4月间在该学院获得了短暂的教职，但根据她后来的描述，在学院里她受到了院长莉莉亚斯·汉密尔顿（Lillias Hamilton）的精神控制，导致她精神崩溃并离职回家。

### 接触神秘学
为了恢复斯塔德利农业学院中受到的创伤，她开始研究精神疗法，拜读过西格蒙德·弗洛伊德、阿尔弗雷德·阿德勒以及卡尔·荣格的作品，曾在伦敦大学随约翰·弗吕格尔学习心理学和精神分析学，之后进入不伦瑞克广场的一家精神病诊所工作，该诊所可能隶属于伦敦女子医学院，同时她还做过一系列的心理学讲座，并1922年出版《精神的机制》（The Machinery of the Mind）一书。在诊所工作期间，她开始对神秘主义产生兴趣，参加过不少神智学会举办的午间讲座并拜读了该组织的一些文章。随着对神秘主义的兴趣加深，她开始不满足单纯的精神疗法。
一战期间，她加入了女子陆军，曾在毕晓普斯托福德等地驻扎。期间，她曾负责过生产豆奶，后来建立了花园城市纯净食品公司（Garden City Pure Food Company）来销售她生产的豆奶，1925年出版书籍《大豆》（The Soya Bean: An Appeal to Humanitarians）。同时，她出现了一些精神幻觉，称自己曾被两个名为耶稣大师和拉科奇（Rakoczi）大师的“扬升大师”附体。
一名名叫西奥多·莫里亚蒂（Theodore Moriarty）的爱尔兰共济会会员是她最早的神秘学导师。据说，莫里亚蒂帮助福春的一个病人（一名一战士兵）摆脱了附在他身上的一个东欧士兵鬼魂。福春成为了莫里亚蒂的助手，莫里亚蒂则开始给她灌输亚特兰蒂斯相关的知识，莫里亚蒂后来在她的《塔文纳博士的秘密》（The Secrets of Dr. Taverner，1926）一书中以塔文纳博士的形象出现。
1919年，她加入了由黃金黎明協會发展而来的阿尔法和欧米茄教会（Alpha et Omega），受教于迈娅·柯蒂斯-韦伯（Maiya Curtis-Webb）。教会的仪式魔法促进了她对赫密斯卡巴拉的理解。在此教会时，她开始采用家族格言“Deo, non Fortuna”作为她的魔法铭文。
1921年1月至3月，她和韦伯进行了一系列通灵术研究。最后，她在格拉斯顿伯里与她的母亲和弗雷德里克·布莱·邦德一起举行通灵仪式，宣称在这次事件中听到“阿瓦隆的守护者”（Watchers of Avalon）告诉她格拉斯顿堡在古时候曾有一座德鲁伊学校。

### 理论成形

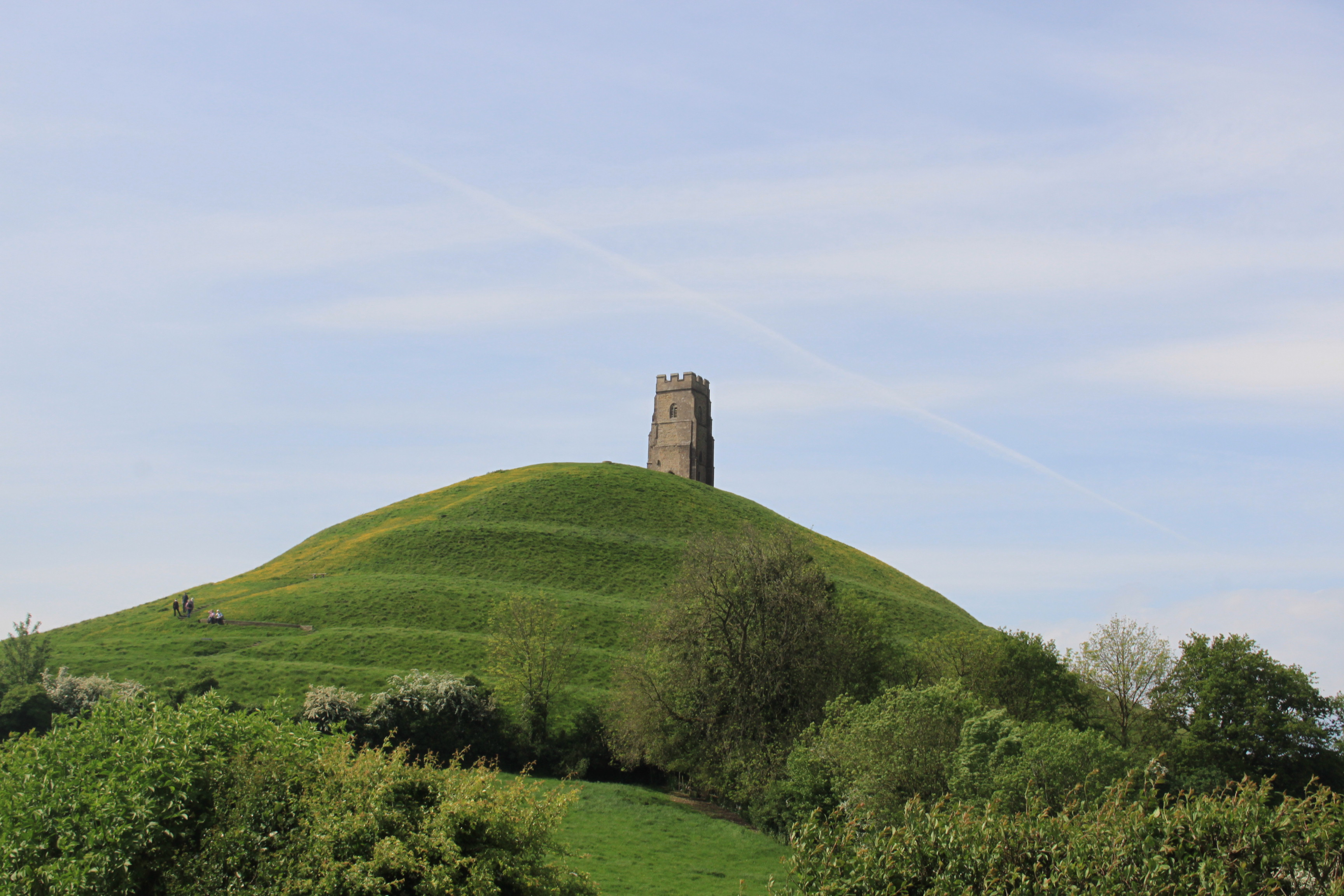
格拉斯顿伯里突岩

1922年9月，她在格拉斯顿伯里再次举办通灵仪式，这次她和她的朋友查尔斯·洛夫迪（Charles Loveday）宣称接触到了已经变成扬升大师的苏格拉底、托马斯·厄斯金和一名战死于伊普尔战役的士兵大卫·卡斯泰尔斯（David Carstairs）。通过这次仪式，她们宣称自己得到了《宇宙教义》（The Cosmic Doctrine）原文，其中表达的思想和莫里亚蒂很像，同样也见于神智学中。《宇宙教义》一书在1949年出版。
莫里亚蒂在1923年8月去世，莫里亚蒂追随者却并不爱戴福春，因此福春在1924年8月20日和洛夫迪自己组建了一个组织，福春将其命名为“Adeptus”。洛夫迪变卖了父亲留给他的一些地产来给组织提供资金。他们在伦敦贝斯沃特买下一栋房子，用作活动中心和神庙，但一部分房间对外出租以赚取活动费用。此外，他们在格拉斯顿伯里突岩山脚下也有一个小房子，1926年圣灵降临节时，福春曾在此举办通灵仪式。
由于福春的组织动摇了阿尔法和欧米茄教会的地位，阿尔法和欧米茄教会领袖莫伊娜·馬瑟斯宣布将她逐出教会。事后，福春说她遭到了马瑟斯的心灵攻击。

### 扩展阅读
- Fielding, Charles; Collins, Carr. . Thoth Books. 1998. ISBN 978-1-870450-33-1.